# لووتشکا (ناحیه وستین)
لووتشکا (به چکی: Loučka) یک منطقهٔ مسکونی در جمهوری چک است که در ناحیه وستین واقع شده‌است. لووتشکا ۶٫۸۸ کیلومتر مربع مساحت و ۷۶۳ نفر جمعیت دارد و ۴۱۰ متر بالاتر از سطح دریا واقع شده‌است.